# Sebnitz
Sebnitz (górnołuż. Zebnica) – niemieckie miasto w kraju związkowym Saksonia, w powiecie Sächsische Schweiz-Osterzgebirge, do 30 września 2012 siedziba wspólnoty administracyjnej Sebnitz. Leży na północnym krańcu Saskiej Szwajcarii, ok. 24 km na wschód od Pirny i ok. 7 km na południowy wschód od Neustadt in Sachsen. Do 29 lutego 2012 należało do okręgu administracyjnego Drezno.
1 października 2012 do miasta przyłączono gminę Kirnitzschtal, która stała się automatycznie jego dzielnicą, a wspólnota administracyjna została rozwiązana.

## Osoby urodzone z Sebnitz
- Raik Dittrich – niemiecki biathlonista
- Carsten Heymann – niemiecki biathlonista
- Heiko Hunger – niemiecki (NRD) skoczek narciarski

## Współpraca

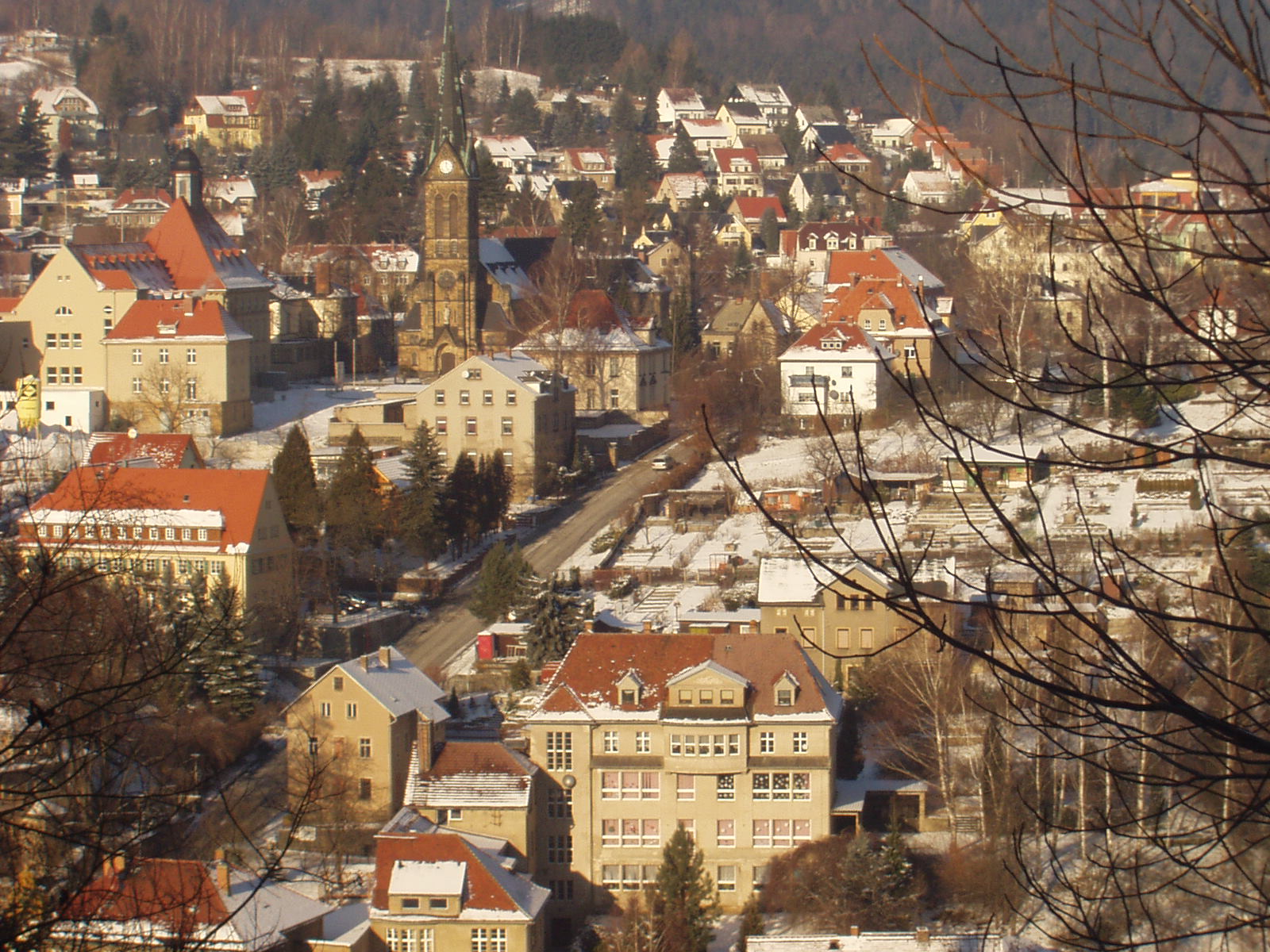
Sebnitz

- Bruntál, Czechy
- Cascina, Włochy
- Montabaur, Nadrenia-Palatynat